# 14696 Lindawilliams
14696 Lindawilliams (2000 AW203) là một tiểu hành tinh vành đai chính được phát hiện ngày 10 tháng 1 năm 2000 bởi nhóm nghiên cứu tiểu hành tinh gần Trái Đất phòng thí nghiệm Lincoln ở Socorro.